# Saint-Germain-de-Salles
Saint-Germain-de-Salles é uma comuna francesa na região administrativa de Auvérnia-Ródano-Alpes, no departamento Allier. Estende-se por uma área de 11,71 km². Em 2010 a comuna tinha 435 habitantes (densidade: 37,1 hab./km²).